# 云南斑种草
云南斑种草（学名：Bothriospermum hispidissimum）为紫草科斑种草属的植物，为中国的特有植物。分布在中国大陆的四川、云南等地，生长于海拔1,600米至1,900米的地区，一般生于路边以及山坡杂木林内，目前尚未由人工引种栽培。